# Araeodelphis
Araeodelphis — вимерлий рід платаністових раннього міоцену на східному узбережжі США.

## Скам'янілості
Залишки Araeodelphis відомі з раннього міоцену бурдігальського віку Plum Point, член формації Калверт у Меріленді.

## Філогенез
Кладистичний аналіз Годфрі та ін. (2017) виявляє Araeodelphis як базального для південноазіатських платаністових підродини Pomatodelphinae.